# Ноуркышлакское водохранилище
Ноуркышлакское водохранилище (азерб. Nohurqışlaq su anbarı) — водохранилище в Азербайджане, расположенное вблизи села Ноуркышлак Габалинского района.

## Описание
Ноуркышлакское водохранилище расположено у подножия южного склона Большого Кавказа, в междуречье Демирапаранчая и Вандамчая на высоте около 700 м. Водохранилище было создано на месте природного озеро, которое с восточной стороны было ограничено горой Гёйдаг (830 м), а с северо-западной горами Гюллюбурун.
Общий объём Ноуркышлакского водохранилища составляет 16,2 млн м³, из которых 10 млн м³ приходится на полезный объём. Длина водохранилища — 1925 м, максимальная ширина — 1350 м, длина береговой линии — 5840 м. Площадь водохранилища достигает 240 га. Средняя глубина водохранилища — 4,6 м, а наибольшая — достигает 15 м (при полном заполнении). Длина плотины водохранилища составляет 846 м, а высота — 8,5 м.
Вода в водохранилище поступает по каналам из рек Демирапаранчай и Вандамчай. Водохранилище используется для орошения.

## История
Для создания водохранилища в 1949 году с южной и юго-восточной стороны Ноуркышлакского озера была возведена плотина. Водохранилище было сдано в эксплуатацию в 1950 году.